# Handschriftencollectie volks- en kinderliederen van Nynke van Hichtum
De Handschriftencollectie volks- en kinderliederen van Nynke van Hichtum is een verzameling van 2.679 Nederlandstalige liedjes. Deze volksliedjes, grotendeels kinderliedjes, werden in de periode 1904-1938 verzameld door de Friese schrijfster Nynke van Hichtum (pseudoniem van Sjoukje Bokma de Boer, 1860-1939).

## Over de verzameling
De verzameling behoort tot de drie grootste verzamelingen met volksliedjes die (rond 1900) uit de volksmond werden opgetekend. De verzamelingen vertegenwoordigen een belangrijke cultuur-historische waarde, omdat ze een deel van de Nederlandse orale cultuur hebben vastgelegd. Van Hichtums verzameling is grotendeels afkomstig uit de noordelijke provincies en veel liedjes zijn opgetekend in dialect. De verzameling geeft daarmee een goed beeld van regionale tekstvarianten van vele volksliedjes.
Nynke van Hichtum verzamelde de volksliedjes door oproepen te plaatsen in kranten en tijdschriften, met het verzoek om liedjes op te sturen. Vrijwel alle inzendingen betroffen enkel tekst, zonder muzieknotatie.
In 1936 gaf Van Hichtum, in samenwerking met volkslieddeskundige Jop Pollmann, een liedboekje uit op basis van haar liedverzameling: Het spel van moeder en kind. Pollmann heeft hierin aan de meeste liedjes muzieknotatie toegevoegd, op basis van andere bronnen. Tekst en muziek vormen hierin dus geen historisch geheel, de muzikale varianten van Van Hichtums liedjes zijn onopgetekend gebleven.
De handschriftencollectie is in het bezit van het Meertens Instituut in Amsterdam en werd ontsloten in de Nederlandse Liederenbank. Hierin zijn 2.688 liedjes beschreven, waarvan 27 met muzieknotatie.

## Liedjes in de handschriftencollectie Hichtum
Voor veel traditionele liedjes is de Handschriftencollectie volks- en kinderliederen van Nynke van Hichtum de oudste vindplaats, of een van de oudste vindplaatsen. Het lied kan tientallen jaren ouder zijn, en voorlopers van het liedje kunnen zelfs nog ouder zijn, maar de verzameling geeft in ieder geval bij benadering de minimale ouderdom van het liedje aan.
Voorbeelden van liedjes in de Collectie Hichtum:
- Als de boer een paar klompen aan had / Dan is de boer content
- Altijd is Kortjakje ziek / Midden in de week maar Zondags niet
- Daar was een oorlogsschip / Daar was een oorlogsschip
- Dat gait naor de Bosch tou, / Laive lekkere Gerritje
- De kat, die krabt de / krullen van de trap
- De koekoek die op toren zat / zat, zat didel-dat
- Eibert, Eibert, langbien / Waarom is je poot zoo klien
- 'k Heb een mooi, mooi spiegeltje gevonden / 'k Heb het aan mijn kastje verbonden
- Hier heb 'k een ezel bij de hand / Wat zal 'k hem geven te eten?
- ene, mine, mukker / Tien pond sukker
- In Holland staat een huis, (bis) / In Holland staat een tingelingela
- Jan, Jan daar komt je moeder an, / Als ze komt dan komt ze hier
- Kaatsebal! / Ik vang je al
- Kerstavondje, Kerstavondje / Dan eten we rijstebrij
- Klikspaan, halve maan, / Durft niet over 't straatje gaan
- Moeder waar is Jan / daar ginder, daar ginder
- Mouder, daar stait mien vrijer veur de deur / Fieke die, fiekeda, fiekedallevallera
- Ons Poaske, ons Poaske dei komt aan / Wie huppel'n en spring'n zoo vroolik d'r op aan
- Ooievaar, lepelaar, takkedief / Heeft zijn eigen kindertjes niet lief
- Sip, sap, siepe / Wanneer wordst doe riepe?
- Sunterklaas katoentje / Gooi mie wat in 't schoentje
- Suze, nane, poppe / 't Kjeltsje leit yn é groppe
- Wagen, wagen, rij maar door! / Had ik toch zoo'n wagentje
- Welterusten, / met kop in kussen
- Zwarte Willemijntje / Zat achter 't gordijntje